# WordNet
WordNet és una base de dades lèxica de l'Idioma anglès que agrupa paraules en anglès en conjunts de sinònims anomenats synsets, proporcionant definicions curtes i generals i emmagatzemant les relacions semàntiques entre els conjunts de sinònims. El seu propòsit és doble: produir una combinació de diccionari i un tesaurus l'ús del qual sigui més intuïtiu, i suportar les anàlisis automàtiques de text i les aplicacions d'intel·ligència artificial. Així, WordNet és el lexicó computacional d'anglès comunament més usat per desambiguar el significat de les paraules (word sense disambiguation (WSD)), una tasca que té com a objectiu assignar el concepte més apropiat (i.i. synsets) als termes en context. La base de dades i les eines del programari s'han alliberat sota una llicència BSD i poden ser descarregades i usades lliurement; a més, la base de dades pot consultar-se en línia.